# Travis Zajac
Travis Zajac (ur. 13 maja 1985 w Winnipeg, Manitoba) – kanadyjski hokeista pochodzenia polskiego, reprezentant Kanady.
Jego ojciec Tom oraz bracia Darcy (ur. 1986), Kelly (ur. 1988) i Nolan (ur. 1992) także zostali hokeistami.

## Kariera
- St. James Canadians (2001-2002)
- Salmon Arm Silverbacks (2002-2004)
- University of North Dakota (2004-2006)
- Albany River Rats (2006)
- New Jersey Devils (2006-2021)
- New York Islanders (2021)

W drafcie NHL z 2004 został wybrany przez New Jersey Devils. Przez następne dwa lata grał w uniwersyteckiej lidze NCAA. Od 2006 zawodnik drużyny Diabłów w lidze NHL. W styczniu 2013 przedłużył kontrakt z klubem o osiem lat. W kwietniu 2021 został zaangażowany przez New York Islanders. We wrześniu 2021 ogłosił zakończenie kariery zawodniczej i jednocześnie podano, że podpisał kontrakt z NJD na pożegnalny mecz 10 marca 2022.
Uczestniczył w turniejach mistrzostw świata w 2009, 2011.

## Sukcesy
Reprezentacyjne
- Srebrny medal mistrzostw świata: 2009

Klubowe
- Mistrzostwo NCAA (WCHA): 2006 z University of North Dakota
- Mistrzostwo dywizji NHL: 2007, 2009, 2010 z New Jersey Devils
- Mistrzostwo konferencji NHL: 2012 z New Jersey Devils
- Prince of Wales Trophy: 2012 z New Jersey Devils

Indywidualne
- MJHL 2001/2002: drugi skład gwiazd
- BCHL (Interior) 2003/2004:
  - Pierwszy skład gwiazd
  - Najbardziej Wartościowy Zawodnik (MVP)